# Citation en droit français
Pour l’article homonyme, voir citation.
Pour un article plus général, voir citation (droit).
La citation est le document qui, selon les procédures et les juridictions saisies, est transmis soit par lettre recommandée soit par voie de commissaire de justice, à une personne sommée de se présenter devant un tribunal. Le même mot est utilisé qu'il s'agisse d'une convocation adressée à un défendeur, ou à un témoin ou à toute autre personne devant être entendue par le juge, et ce, en matière civile comme en matière pénale.
Encore qu'il y ait quelques différences, on parle indifféremment de citation, de « convocation », de « notification » ou de « signification ».